# I Heart You (Single de Toni Braxton)
I Heart You é o primeiro single do novo álbum da cantora e compositora norte-americana de R&B Toni Braxton.
Foi divulgada em 9 de março de 2012 a versão curta da música em formado de download digital gratuito. No dia 29 de Março foi lançado no iTunes dos Estados Unidos a versão completa da música. E no mesmo dia, atáves do site WEtv.com, foi lançado o videoclipe da música.

## Antecedentes
Em uma entrevista ao site SheKnows.com, Toni Braxton revelou o nome de seu novo disco e que teria "I Heart You" como primeiro single. "Eu sou má no estúdio. Sou perfeccionista. Quero fazer tudo certinho então peço para que os engenheiros de som repitam o processo o tempo todo", disse sobre as gravações do disco.

## Videoclipe
"I Heart You" teve seu clipe gravado entre os dias 17 e 19 de março, foi dirigido pelo diretor Billie Woodruff e foi lançado através do site WEtv.com no dia 29 de março.
No início do vídeo Toni aparece sentada em um divã branco com cabelos longos ao vento, tendo próxima a ela um rapaz que lhe observa. Ao mudar de cenário, é revelada uma Toni de cabelos curtos em uma balada, com pessoas realizando acrobacias e passos de dança. Também vemos a cantora em um vestido curto com uma cauda esvoaçante e de relance a vemos usando uma espécie de capacete branco cheio de pedrarias e dançando com o grupo de dançarinos usando uma roupa justa.
O vídeo termina com uma sequência de imagens de Toni na balada, dançando junto com o grupo de dançarinos e por fim em seu divã branco inicial.

## Faixas
| Download digital |               |                |              |         |  |
| N.º              | Título        | Compositor(es) | Produtor     | Duração |  |
| 1.               | "I Heart You" | Toni Braxton   | Toni Braxton | 4:08    |  |